# Lema solani
Lema solani är en skalbaggsart som beskrevs av Fabricius 1798. Lema solani ingår i släktet Lema och familjen bladbaggar. Inga underarter finns listade i Catalogue of Life.